# 600°C
600°C – piąty album rapera i producenta DJ 600V. Płytę promowały utwory „Merctedes S600” (z gościnnym występem Tedego) oraz „Ideału potęga” (Rahim i Mea).
Nagrania dotarły do 24. miejsca zestawienia OLiS.

## Lista utworów
1. „Intro”
2. „Merctedes S600” (gościnnie: Tede)
3. „Kiedy obraca się świat” (gościnnie: Żusto)
4. „Ideału potęga” (gościnnie: Rahim, Mea)
5. „Klubowy podryw” (gościnnie: Kiwi)
6. „Spójrz w nasze oczy czerwone” (gościnnie: Baku Baku Skład)
7. „Taki jestem” (gościnnie: Franek / Stereofonia)
8. „Właśnie tak trzeba” (gościnnie: Truka Skład)
9. „Kooperacja” (gościnnie: Red)
10. „Po woli” (gościnnie: 7 Łez)
11. „Chcesz rapu?” (1992 - Gdzie jest bass? V6 remix) (gościnnie: Peja)
12. „Każdy z nas” (V6 remix) (gościnnie: ZIP Skład)
13. „Cześć, Mes” (gościnnie: Mes, Lerek)
14. „Wychylylybymy” (gościnnie: K.A.S.T.A. Skład)
15. „Revolucja” (V6 remix) (gościnnie: Vienio i Pele)
16. „Bóg dał to wszystko nam” (gościnnie: Mor W.A.)
17. „Grasz dalej” (gościnnie: Juchas)
18. „Powiedz...” (gościnnie: Fenomen)
19. „Słyszysz” (gościnnie: Żurom, Borixon)